# Marino Bollini
Marino Bollini (* 25. Februar 1933 in Fiorentino; †  10. Januar 2020) war ein san-marinesischer Politiker. Er war viermal einer der beiden Capitani Reggenti (Staatsoberhäupter) von San Marino.
Marino gehörte dem san-marinesischen Parlament, dem Consiglio Grande e Generale, von 1974 bis 2001 an. Erstmals gewählt wurde er 1974 auf der Liste des Partito Socialista Democratico Indipendente Sammarinese (PSDIS), der gemeinsam mit dem Partito Democratico Cristiano Sammarinese (PDCS) von 1957 bis 1973 die Regierung gestellt hatte. Bollini schloss sich dem 1975 vom PSDIS abgespaltenen Partito Socialista Unitario (PSU) an. Bei den beiden folgenden Wahlen 1978 und 1983 zog er auf der Liste des PSU ins Parlament ein. Der PSU regierte in diesen beiden Legislaturperioden gemeinsam mit dem Partito Comunista Sammarinese (PCS) und dem Partito Socialista Sammarinese (PSS). Bollini wurde 1988 auf der gemeinsamen Liste von PSU und der Intesa Socialista (IS) erneut in den Consiglio Grande e Generale gewählt. 1990 schloss sich der PSU dem PSS an, auf dessen Liste Bollini 1993 und 1998 ins Parlament gewählt wurde.
In den Amtsperioden 1979, 1984/85, 1995 und 1999/2000 bekleidete Bollini das Amt des Capitano Reggente, des Staatsoberhaupts von San Marino.